# Forêt des Fanges
La forêt des Fanges est un massif forestier de montagne situé dans l'Aude (Haute vallée de l'Aude), à la limite des Pyrénées Orientales. Elle s'étend des hauteurs de la rive droite des gorges de la Pierre-Lys et de Saint-Martin-Lys, jusqu'au nord-ouest de Saint-Louis-et-Parahou sur plus de 1400 hectares. 
La quasi-totalité de la partie domaniale de cette forêt est située sur la commune de Lapradelle-Puilaurens. Mais des parties privées ou communales de la ZNIEFF sont sur les communes de St-Martin-Lys, Belvianes-Cavirac, St-Louis-et-Parahou, St-Julia-de-Bec.

## Description
La forêt domaniale occupe 1182 hectares des 1320 de la ZNIEFF de la forêt des Fanges, elle est gérée principalement par l'Office national des forêts. La forêt des Fanges s'étend sur un grand plateau karstique située entre 750 et 1100 mètres d'altitude, avec plus de 100 grottes, avens et dolines. Elle est parcourue par de nombreux chemins servant à son exploitation (sylviculture). Ces chemins peuvent facilement être empruntés à pied ou à vélo tout terrain.
Les principales essences indigènes de la forêt des Fanges sont les hêtres et les sapins. 
Depuis 16/06/2008, la forêt est un site inscrit et répertorié en ZNIEFF de type 1.

## Activités
Des sentiers sont balisés pour la randonnée pédestre, ou le VTT. 
La spéléologie se pratique dans les nombreuses cavités que propose le massif.

## Histoire
Cette forêt "royale" était concernée par la grande "Réformation" (1661-1680) des Forêts pyrénéennes réalisée à la demande de Colbert (Les sapins géants des Fanges ont servi pour les mâts de marine) par Louis de Froidour.
Sur une carte du diocèse de Narbonne de 1704, cette forêt apparaît sous le nom de "bois de las Franges"
Une verrerie existait dans la forêt en 1743.
Ce sont les officiers de la maîtrise des eaux et forêts de Quillan qui étaient chargés de la surveillance de cette forêt royale.
Un mur de clôture bornait la forêt (voir photo), des bornes avec fleur de lys peuvent encore être retrouvées, des arbres d’essence rare pouvaient également servir de bornage.
Un grand incendie en 1800 a été combattu efficacement grâce au courage de l'abbé Félix Armand, curé de St-Martin-Lys. 
Une maison des gardes a été construite au milieu de cette forêt, au Prat del Rei (pré du roi)